# 海洋牧場
海洋牧場（かいようぼくじょう）は、一般的には将来的に需要の拡大が見込まれる魚介類を沿岸域で増殖して生産性を高めるもの。マリーンランチングともいう（英語ではmariculture、marine farm、marine ranchingがある）。ただし、陸上の農耕地のように単一作物に特化した栽培生態系を作ることは困難とされ、海中では無用もしくは有害生物の混在もあるため、生態系の安定の維持と病害の発生を抑制しつつ一定の魚種をどこまで優先しうるか見極める必要がある。

## 海洋牧場と漁業生産
海洋牧場の設定による漁業生産の増加には、飼料生物の増加、好適生活圏の拡大、種苗の安定的増加が必要とされている。
- 飼料生物の増加 - 人工湧昇等により海域のプランクトンや小型生物を増やし基礎生産力を上げる[2]
- 好適生活圏の拡大 - 人工の砂泥域開発や岩礁域開発により対象生物の好適生活圏を広げる[2]
- 種苗の安定的増加 - 産卵場の確保や幼生の保護など種苗を安定的に増加させる[2]

## 海洋牧場の環境制御
魚種に合わせた漁場環境を整備する必要があり、水環境や底環境の制御技術と制御施設の建造施工が必要となる。水環境は漁場環境を形成する主要な要因となっている。また、底環境は底棲生物の生息や底層の水環境に影響を及ぼしており、海藻胞子や貝類幼生の挙動と底層流との関連を含め、底層流の制御や底質改善のための海底工の施工が行われる。